# Starý Hrádok
Starý Hrádok (bis 1948 slowakisch „Ovárky“; ungarisch Kisóvár – bis 1907 Óvár) ist eine Gemeinde im Westen der Slowakei mit 233 Einwohnern (Stand 31. Dezember 2024), die zum Okres Levice, einem Teil des Nitriansky kraj, gehört.

## Geographie
Die Gemeinde befindet sich im Osten des slowakischen Donautieflands, auf linksufriger Flurterrasse des unteren Hron und am Flüsschen Podlužianka. Das Ortszentrum liegt auf einer Höhe von 148 m n.m. und ist 11 Kilometer von Levice entfernt.
Nachbargemeinden sind Mýtne Ludany im Norden und Osten, Hontianska Vrbica im Südosten, Jur nad Hronom im Süden, Žemliare im Westen sowie Vyšné nad Hronom und Levice im Nordwesten.

## Geschichte
Starý Hrádok wurde zum ersten Mal 1239 als Oluar schriftlich erwähnt und bestand zu dieser Zeit aus zwei Orten, einem königlichen und dem anderen erzbischöflichen. Beide wurden später zum erzbischöflichen Gut. 1388 wurde das Dorf zum Bestandteil der Herrschaft der Burg Lewenz. 1534 gab es zwei Porta, 1601 standen 19 Häuser im Ort, 1720 wohnten sieben Steuerzahler hier, 1828 zählte man 30 Häuser und 184 Einwohner.
Bis 1918 gehörte der im Komitat Bars liegende Ort zum Königreich Ungarn und kam danach zur Tschechoslowakei beziehungsweise heute Slowakei. Auf Grund des Ersten Wiener Schiedsspruchs lag er 1938–1944 noch einmal in Ungarn.

## Bevölkerung
| Jahr                | 1994 | 2004    | 2014    | 2024     |
| ------------------- | ---- | ------- | ------- | -------- |
| Anzahl der Personen | 183  | 174     | 187     | 233      |
| Unterschied         |      | −4,91 % | +7,47 % | +24,59 % |

| Jahr                | 2023 | 2024    |
| ------------------- | ---- | ------- |
| Anzahl der Personen | 225  | 233     |
| Unterschied         |      | +3,55 % |

Nach der Volkszählung 2011 wohnten in Starý Hrádok 192 Einwohner, davon 129 Slowaken, 34 Magyaren, sechs Roma und ein Tscheche. 22 Einwohner machten keine Angabe zur Ethnie.
80 Einwohner bekannten sich zur römisch-katholischen Kirche, 45 Einwohner zur Evangelischen Kirche A. B., 12 Einwohner zur reformierten Kirche, sieben Einwohner zu den Zeugen Jehovas, zwei Einwohner zu den Brethren und ein Einwohner zur griechisch-katholischen Kirche. 24 Einwohner waren konfessionslos und bei 21 Einwohnern wurde die Konfession nicht ermittelt.

## Bauwerke
- reformierte (calvinistische) Kirche im klassizistischen Stil aus dem Jahr 1820[6]